# Мисткув
Мисткув (пол. Mystków) — село в Польщі, у гміні Камйонка-Велика Новосондецького повіту Малопольського воєводства.
Населення — 1860 осіб (2011).
У 1975-1998 роках село належало до Новосондецького воєводства.

## Демографія
Демографічна структура станом на 31 березня 2011 року:
|          | Загалом | Допрацездатний вік | Працездатний вік | Постпрацездатний вік |
| -------- | ------- | ------------------ | ---------------- | -------------------- |
| Чоловіки | 941     | 257                | 618              | 66                   |
| Жінки    | 919     | 256                | 518              | 145                  |
| Разом    | 1860    | 513                | 1136             | 211                  |